# Philip Bosco
Philip Michael Bosco (Jersey City, New Jersey, 1930. szeptember 26. – Haworth, New Jersey, 2018. december 3.) Tony- és Daytime Emmy-díjas amerikai színész.

## Pályafutása
Színházi színészként indult, majd televíziós pályafutását 1968-ban az A Lovely Way to Die című krimivígjátékban kezdte. 1983-ban a Szerepcsere című filmben visszatért a mozifilmhez. 1989-ben elnyerte a Tony-díjat Ken Ludwig A hőstenor című színdarabjában való alakításáért.

## Magánélete
1957-ben feleségül vette Nancy Ann Dunkle-t, akivel hét gyermekük született: Diane, Philip, Chris, Jenny, Lisa, Celia és John.

## Filmográfia

### Film
| Év   | Magyar cím                   | Eredeti cím                   | Szerep                    | Magyar hang       |
| ---- | ---------------------------- | ----------------------------- | ------------------------- | ----------------- |
| 1968 |                              | A Lovely Way to Die           | Fuller                    |                   |
| 1983 | Szerepcsere                  | Trading Places                | doktor                    |                   |
| 1984 | Az alvilág pápája            | The Pope of Greenwich Village | Paulie apja               |                   |
| 1985 | Korbács és kereszt           | Heaven Help Us                | Paul testvér              |                   |
| 1985 |                              | Walls of Glass                | James Flanagan            |                   |
| 1986 | Pénznyelő                    | The Money Pit                 | Curly                     | Szersén Gyula     |
| 1986 | Egy kisebb isten gyermekei   | Children of a Lesser God      | Dr. Curtis Franklin       | Makay Sándor      |
| 1987 | A gyanúsított                | Suspect                       | Paul Gray                 | Mádi Szabó Gábor  |
| 1987 | Három férfi és egy bébi      | Three Men and a Baby          | Melkowitz nyomozó         | Makay Sándor      |
| 1988 | Egy másik asszony            | Another Woman                 | Sam                       | Melis Gábor       |
| 1988 | Dolgozó lány                 | Working Girl                  | Oren Trask                | Horkai János      |
| 1989 |                              | The Luckiest Man in the World | Sam Posner                |                   |
| 1989 | Álomcsapat                   | The Dream Team                | O'Malley                  | Pataki Imre       |
| 1990 | Kék acél                     | Blue Steel                    | Frank Turner              | Dobránszky Zoltán |
| 1990 | Viszem a bankot              | Quick Change                  | buszsofőr                 | Csurka László     |
| 1991 | Kétszínű igazság             | True Colors                   | Frank Steubens szenátor   | Elekes Pál        |
| 1991 | Trükkös halál 2.             | F/X2                          | Ray Silak                 | Velenczey István  |
| 1991 | Trükkös halál 2.             | F/X2                          | Ray Silak                 | Garai Róbert      |
| 1991 | Árnyak és köd                | Shadows and Fog               | Mr. Paulsen               | Gruber Hugó       |
| 1992 | Egyenes beszéd               | Straight Talk                 | Gene Perlman              |                   |
| 1994 | Angie                        | Angie                         | Frank                     | Dobránszky Zoltán |
| 1994 | Dugipénz                     | Milk Money                    | Jerry a pópa              |                   |
| 1994 | Halálhírre várva             | Safe Passage                  | Mort                      |                   |
| 1994 | Senki bolondja               | Nobody's Fool                 | Flatt bíró                | Pataki Imre       |
| 1995 | Kettőn áll a vásár           | It Takes Two                  | Vincenzo                  | Dobránszky Zoltán |
| 1996 | Elvált nők klubja            | The First Wives Club          | Carmine Morelli nagybácsi | Buss Gyula        |
| 1996 |                              | Surprise!                     | Cabby                     |                   |
| 1997 | Álljon meg a nászmenet!      | My Best Friend's Wedding      | Walter Wallace            | Áron László       |
| 1997 | Agyament Harry               | Deconstructing Harry          | Clark professzor          | Kardos Gábor      |
| 1997 | Fájó gondviselés             | Critical Care                 | Dr. Hofstader             |                   |
| 2000 | Wonder Boys – Pokoli hétvége | Wonder Boys                   | Emily apja                | Perlaki István    |
| 2000 | Shaft                        | Shaft                         | Walter Wade, Sr.          | Horkai János      |
| 2000 |                              | Brooklyn Sonnet               | Chicky nagybácsi          |                   |
| 2001 | Kate és Leopold              | Kate & Leopold                | Otis                      | Makay Sándor      |
| 2002 | Elhagyatva                   | Abandon                       | Jergensen professzor      |                   |
| 2005 | A randiguru                  | Hitch                         | Mr. O'Brian               | Kun Vilmos        |
| 2006 | A bűn színe                  | Freedomland                   | pap                       |                   |
| 2007 | Apu vad napjai               | The Savages                   | Lenny Savage              | Szokolay Ottó     |

### Televízió

#### Tévéfilm
| Év   | Magyar cím                    | Eredeti cím                         | Szerep                    | Magyar hang    |
| ---- | ----------------------------- | ----------------------------------- | ------------------------- | -------------- |
| 1986 |                               | Liberty                             | Boss William Tweed        |                |
| 1986 | Angyalok dühe                 | Rage of Angels: The Story Continues | Thomas Colfax             |                |
| 1988 |                               | Internal Affairs                    | John Wycoff               |                |
| 1989 | Gyilkosság fekete-fehérben    | Murder in Black and White           | Wycoff                    | Huszár László  |
| 1991 |                               | The Return of Eliot Ness            | Art Malto                 |                |
| 1992 |                               | Lincoln                             | Frederick Seward (hangja) |                |
| 1994 | Fejjel a falnak               | Against the Wall                    | Oswald                    |                |
| 1994 |                               | The Forget-Me-Not Murders           | főnök                     |                |
| 1994 |                               | Janek: The Silent Betrayal          | Wycoff főnök              |                |
| 1995 |                               | Young at Heart                      | Patsy                     |                |
| 1998 | Víruscsapda                   | Carriers                            | John O. Bailey ezredes    | Kardos Gábor   |
| 1998 |                               | Twelfth Night, or What You Will     | Malvolio                  |                |
| 1999 | Bonanno: Egy keresztapa élete | Bonanno: A Godfather's Story        | Steve Maggadino Sr.       |                |
| 2000 | Cupido és Kate                | Cupid & Cate                        | Dominic DeAngelo          | Szokolay Ottó  |
| 2001 | Amy után                      | No Ordinary Baby                    | Dr. Ed Walden             | Csernák János  |
| 2001 | Amy után                      | No Ordinary Baby                    | Dr. Ed Walden             | Barbinek Péter |

#### Sorozat
| Év        | Magyar cím                                      | Eredeti cím                       | Szerep                                       | Megjegyzések           |
| --------- | ----------------------------------------------- | --------------------------------- | -------------------------------------------- | ---------------------- |
| 1953      |                                                 | You Are There                     | Sam Houston                                  | 2 epizód               |
| 1961      |                                                 | DuPont Show of the Month          | Duke Michael                                 | 1 epizód               |
| 1961      |                                                 | Armstrong Circle Theatre          | Roy Thornton                                 | 1 epizód               |
| 1961      |                                                 | Sunday Showcase                   | Gordon tábornok                              | 1 epizód               |
| 1961      |                                                 | Our American Heritage             | Gordon tábornok                              | 1 epizód               |
| 1963–1965 |                                                 | The Doctors and the Nurses        | Ralph Maley / Hap Spencer / Parnell Sullivan | 3 epizód               |
| 1965      |                                                 | The Defenders                     | Dr. Manfredi                                 | 1 epizód               |
| 1965      |                                                 | For the People                    | Willard nyomozó                              | 2 epizód               |
| 1965      |                                                 | The Trials of O'Brien             | Theo                                         | 1 epizód               |
| 1966      |                                                 | Hawk                              | Nick Ingland                                 | 1 epizód               |
| 1966      |                                                 | NET Playhouse                     | Peter Stockmann                              | 1 epizód               |
| 1968      |                                                 | N.Y.P.D.                          | Mr. Beleon                                   | 1 epizód               |
| 1971      |                                                 | Great Performances                | Coyne atya                                   | 1 epizód               |
| 1978      |                                                 | Ryan's Hope                       | Dr. Gillette                                 | 1 epizód               |
| 1979      | Vezérlő fény                                    | Guiding Light                     | Clarence Baily                               | 1 epizód               |
| 1981      |                                                 | Nurse                             | Dr. Harry Wallenberg                         | 1 epizód               |
| 1985      |                                                 | American Playhouse                | Gaetano Altobelli                            | 1 epizód               |
| 1986–1989 |                                                 | The Equalizer                     | Oscar / Brian                                | 2 epizód               |
| 1987      |                                                 | ABC Afterschool Special           | nagypapa                                     | 1 epizód               |
| 1987      |                                                 | Leg Work                          | Dawson                                       | 1 epizód               |
| 1987      | Visszhangok a sötétben                          | Echoes in the Darkness            | Garb bíró                                    | minisorozat (2 epizód) |
| 1988      |                                                 | Spenser: For Hire                 | David McVane                                 | 1 epizód               |
| 1990      | Az amerikai polgárháború története              | The Civil War                     | Horace Greeley (hangja)                      | 9 epizód               |
| 1990      |                                                 | Against the Law                   | Webb bíró                                    | 1 epizód               |
| 1990–1999 | Esküdt ellenségek                               | Law & Order                       | Gordon Schell / Lee Jerrold / Mr. Dobbs      | 5 epizód               |
| 1990–2010 |                                                 | American Experience               | narrátor / egyéb hangok                      | 3 epizód               |
| 1993      |                                                 | TriBeCa                           | Harry Arsharsky                              | 7 epizód               |
| 1997      | A kiválasztott – Az amerikai látnok             | Early Edition                     | Killabrew                                    | 1 epizód               |
| 1997      |                                                 | Remember WENN                     | Palermo Racine                               | 1 epizód               |
| 1997      |                                                 | Liberty! The American Revolution  | Benjamin Franklin                            | 5 epizód               |
| 1998      |                                                 | Cosby                             | ismeretlen szerep                            | 1 epizód               |
| 1998      |                                                 | Soul Man                          | Snake Eye                                    | 1 epizód               |
| 1998      | Kerge város                                     | Spin City                         | Randall Winston, Sr.                         | 1 epizód               |
| 2000      |                                                 | All My Children                   | Lyle Wedgewood                               | 1 epizód               |
| 2001–2004 | Ed                                              | Ed                                | Alan Stevens                                 | 2 epizód               |
| 2002      | Cyberchase, avagy kalandozások a cyber világban | Cyberchase                        | Zeusz (hangja)                               | 1 epizód               |
| 2002      | Esküdt ellenségek: Bűnös szándék                | Law & Order: Criminal Intent      | Winthrop professzor                          | 1 epizód               |
| 2002–2006 | Esküdt ellenségek: Különleges ügyosztály        | Law & Order: Special Victims Unit | Joseph P. Terhune bíró / Davis Langley       | 6 epizód               |
| 2003      |                                                 | Freedom: A History of Us          | több szereplő hangja                         | 7 epizód               |
| 2007–2009 | A hatalom hálójában                             | Damages                           | Hollis Nye                                   | 12 epizód              |

## Fordítás
- Ez a szócikk részben vagy egészben  a   Philip Bosco című olasz Wikipédia-szócikk ezen változatának fordításán alapul.  Az eredeti cikk szerkesztőit annak laptörténete sorolja fel. Ez a jelzés csupán a megfogalmazás eredetét és a szerzői jogokat jelzi, nem szolgál a cikkben szereplő információk forrásmegjelöléseként.